# Barakkengroeve

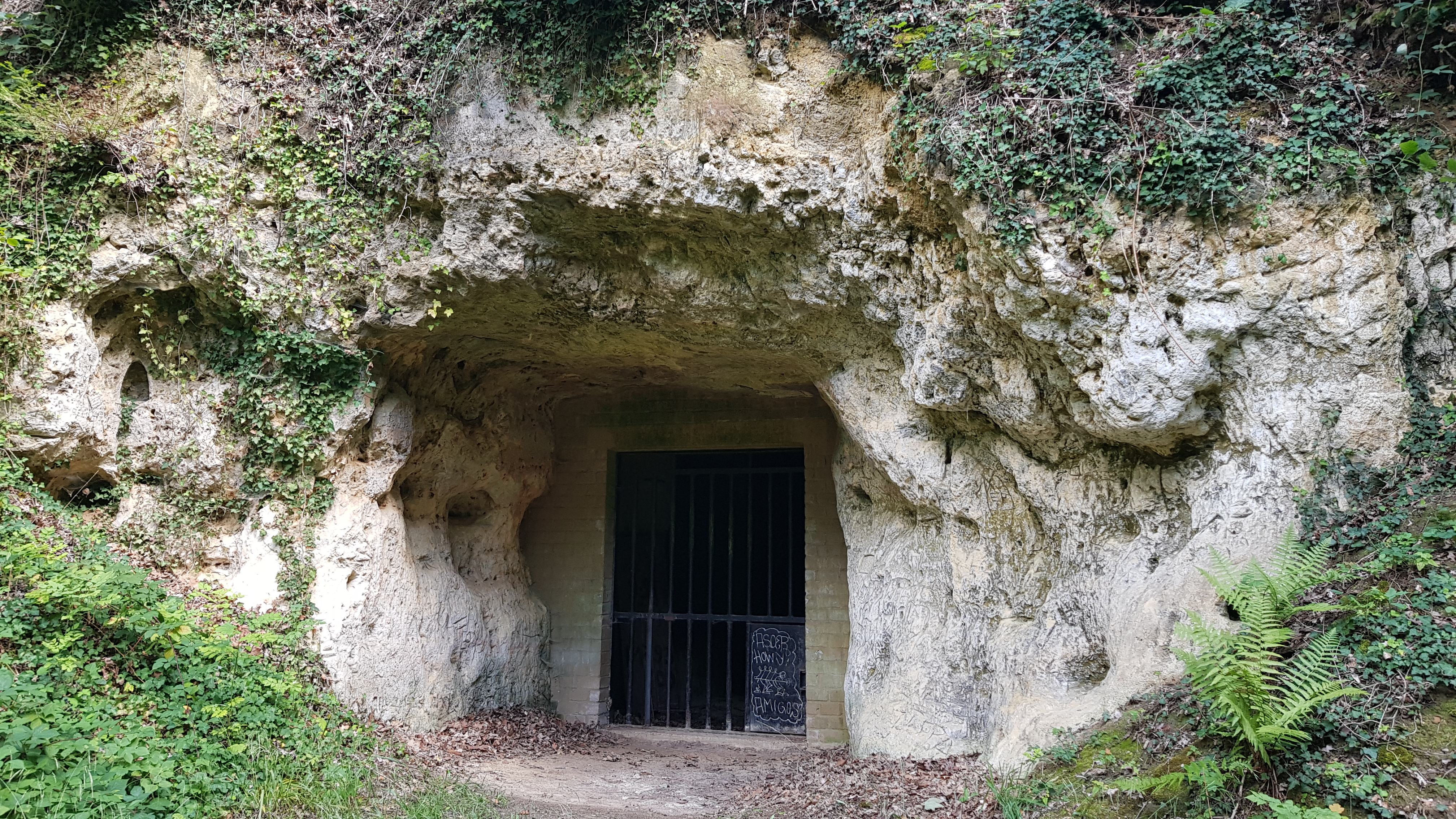
ingang Barakkengroeve

De Barakkengroeve of Barakkenberg is een Limburgse mergelgroeve in de Nederlandse gemeente Valkenburg aan de Geul in Zuid-Limburg. De ondergrondse groeve ligt ten zuidoosten van Geulhem in het hellingbos Bergse Heide onder de Brakkenberg op de noordelijke rand van het Plateau van Margraten in de overgang naar het Geuldal.
Op ongeveer 250 meter naar het noordwesten liggen de Studentengroeve en Koepelgroeve en op ongeveer 200 meter naar het noorden ligt de Heidegroeve.

## Geschiedenis
Voor 1800 werd de groeve reeds door blokbrekers in gebruik genomen voor de kalksteenwinning.
Tot na 1950 was de groeve in bedrijf gebleven.
In de 20e eeuw was er een champignonkwekerij in de groeve actief.

## Groeve
De Barakkengroeve heeft een groot gangenstelsel dat aangelegd is met drie verdiepingen.
De ingang van de groeve is afgesloten met traliewerk, zodat vleermuizen de groeve kunnen gebruiken als verblijfplaats.
De groeve ligt op het terrein van het Het Limburgs Landschap. In 2017 werd de groeve op veiligheid onderzocht en werden de middenverdieping en onderverdieping deels goedgekeurd. De bovenverdieping was reeds voor 2015 afgekeurd.
De groeve loopt ook onder de voormalige grindgroeve en vuilstort Langen Akker.